# Gabriel Azevedo
Gabriel Azevedo de Souza (Rio de Janeiro, 16 de fevereiro de 1989) é um ator e dublador brasileiro.

## Carreira
Gabriel Azevedo iniciou sua carreira artística cedo, concomitantemente com trabalhos de Publicidade e Propaganda. Sua primeira atuação como ator foi em 2000 no programa Bambuluá na Rede Globo, protagonizado pela apresentadora Angélica, no qual ele interpretava "Plínio". Em 2002, foi convidado a trabalhar na novela O Beijo do Vampiro, na qual interpretando "Túlio", um menino mal, inimigo do personagem de Kayky Brito, que era um vampiro. Em seguida, veio a novela Chocolate com Pimenta (2003-2004), na qual interpretou "Fabrício". Em Começar de Novo (2005) atuou como Tadeu, confidente da personagem de Natália do Vale e Vladimir Brichta.
Em 2009, o ator filmou seu primeiro longa-metragem, Nosso Lar, que narrava a vida do médium André Luiz pisicografada por Chico Xavier. No teatro se atuou em várias peças como O Incrível Mundo da Imaginação, na qual contracenou Tânia Bôscoli, e Cinderela, onde interpretou "Carvalinho". Já na peça Hórus o Príncipe do Egito fez "Anúbis" (antigo deus egípcio da morte e dos moribundos). Em 2009 aconteceu a peça adolescente Plano B: Missão Namoro, de Angélica Lopes, na qual foi protagonista e cantor, iniciando desse modo uma nova fase de compositor e músico.

## Dublagem
Como dublador deu voz a filmes e desenhos como X-Men, Pequenos Espiões 3D, High School Musical, Padrinhos Mágicos, Jack Long: O Dragão Ocidental, entre outros.

## Filmografia

### Televisão
| Ano     | Título                | Personagem          | Notas                      |
| ------- | --------------------- | ------------------- | -------------------------- |
| 2000–01 | Bambuluá              | Plínio              | Temporadas 1–2             |
| 2002    | O Beijo do Vampiro    | Túlio               |                            |
| 2003    | Chocolate com Pimenta | Fabrício            |                            |
| 2004    | Começar de Novo       | Tadeu               |                            |
| 2008    | Os Mutantes           | Stoker              | Episódio: "8 de novembro"  |
| 2011    | Divã                  | Marco Túlio (jovem) | Episódio: "24 de maio"     |
| 2014    | Malhação              | Vinícius            | Episódios: "1–10 de junho" |
| 2021    | Gênesis               | O Viajante          | Episódio: "17 de julho"    |
| 2022    | Reis                  | Pagem de Saul       | Episódio: "7 de agosto"    |
| 2024    | A Grande Conquista    | Participante        | Temporada 2                |
| 2025    | Game dos 100          | Participante        |                            |

### Cinema
| Ano  | Título                | Personagem    |
| ---- | --------------------- | ------------- |
| 2009 | Raul da Ferrugem Azul | Luan          |
| 2010 | Nosso Lar             | André Luiz    |
| 2021 | Missão Cupido         | Marco Aurélio |

### Internet
| Ano  | Título       | Personagem | Notas                               |
| ---- | ------------ | ---------- | ----------------------------------- |
| 2014 | Parafernalha | Rapaz      | Episódio: "Tipos de Casais Part. 2" |